# Novosillea, Zaricine
Novosillea (în ucraineană Новосілля) este un sat în comuna Kuhce din raionul Zaricine, regiunea Rivne, Ucraina.

## Demografie
Componența lingvistică a localității Novosillea
     Ucraineană (100%)
Conform recensământului din 2001, toată populația localității Novosillea era vorbitoare de ucraineană (100%).